# Bouwtenheerd
Bouwtenheerd is een wierde in de gemeente Eemsdelta in het noorden van de provincie Groningen. De wierde, met op de wierde een boerderij (heerd), ligt iets ten zuiden van Holwierde, langs de N 33.
Groningen: Steden en dorpen      Nederland: Provincies · Gemeenten